# Henri-Marie Dondra
Henri-Marie Dondra (ur. 14 sierpnia 1966) – polityk środkowoafrykański, premier Republiki Środkowoafrykańskiej od 15 czerwca 2021 do 7 lutego 2022. Zanim został premierem, sprawował urząd ministra finansów.